# John Baskin (Drehbuchautor)
John Baskin (* im 20. Jahrhundert) ist ein US-amerikanischer Drehbuchautor und Fernsehproduzent mit einer über dreißig Jahre umfassenden Karriere. Eine namentliche Verwechslung mit dem 1941 in Greenville geborenen US-amerikanischen Essayisten John Edward Baskin (New Burlington: The Life and Death of an American Village, The Superfluous Man, Chic: The Extraordinary Rise of Ohio State Football) ist möglich.

## Leben
Baskin wuchs in der Nachkriegsära des US-amerikanischen Fernsehen auf. Seine Leidenschaft fürs Schreiben entwickelte sich bereits in jungen Jahren. Nach der Schulzeit studierte er an der University of California, Berkeley, wo er auch seinen späteren Schreibpartner Roger Shulman kennenlernte. Über sein Privatleben, einschließlich biografischer Daten, sind keine öffentlichen Informationen bekannt.
Baskin begann seine Laufbahn als Fernsehautor Ende der 1960er-Jahre. Frühe Arbeiten umfassten Beiträge zur Carol Burnett Show. Gemeinsam mit seinem langjährigen Partner Roger Shulman erlangte er insbesondere durch seine Arbeiten an bekannten Sitcoms der 1970er- bis 1990er-Jahre Bekanntheit – sie prägten maßgeblich das Genre der US-amerikanischen Fernsehkomödie. Seine Arbeit zeichnet sich durch einen charakterzentrierten, humorvollen Erzählstil aus, der häufig soziale Themen aufgreift. Seine Drehbücher verbinden klassische Strukturen von Seifenopern mit emotionaler Tiefe und gesellschaftlicher Relevanz. Neben der Arbeit als Autor entwickelte er auch neue Formate für das Fernsehen, fungierte als Produzent und ausführender Produzent sowie Showrunner.
Baskin und Shulman begannen ihre Zusammenarbeit 1973 mit Wo die Liebe hinfällt (englisch Love, American Style) und arbeiteten anschließend an Fernsehserien wie Good Times, zu der Baskin als Autor und Editor 45 Folgen zusteuerte, Die Jeffersons mit sieben Folgen sowie Herzbube mit zwei Damen mit vier Folgen und 22 Folgen als Produzent. 1984 entwickelten sie Die Fälle des Harry Fox, in der Jack Ward einen Privatdetektiv verkörperte, der regelmäßige auf die Dienste seines Sohnes angewiesen ist, der als Anwalt arbeitet. Neben der Idee und Drehbüchern zu 35 Folgen arbeitete Baskin erneut als Produzent der Serie. Nach dem Ende, und einem auf der Serie beruhenden Fernsehfilm aus dem Jahr 1987, entwickelten sie schließlich das Konzept für Nearly Departed.
In Nearly Departed spielten Eric Idle und Caroline McWilliams ein berufstätiges Paar, Grant und Claire Pritchard, das bei einem Felssturz ums Leben kommt. Als Geister kehren sie in ihr früheres Haus zurück und entdecken, dass dort nun die Familie Dooley lebt. Nur der von Henderson Forsythe gespielte Großvater Jack Dooley kann sie sehen und hören. Der Kontrast zwischen dem steifen englischen Professor Grant Pritchard und dem von Stuart Pankin gespielten, bodenständigen Klempner Mike Dooley bildete die Grundlage der Situationskomik. Der Serie waren Anleihen von Topper und dem im Jahr zuvor erschienenen Film Beetlejuice anzumerken. Nach nur vier Folgen wurde die Fernsehserie von NBC aus dem Programm genommen und zwei weitere Folgen nicht mehr ausgestrahlt.
Nach dem Misserfolg arbeitete das Autorenduo noch an zwei weiteren Serien: Man of the People mit James Garner und 704 Hauser Street aus dem Jahr 1994, einem kurzlebigen Ableger von Es bleibt in der Familie auf CBS, in dem John Amos mitwirkte. Keine der beiden Serien konnte beim Fernsehpublikum an die zurückliegenden Erfolge anknüpfen. 1997 entwickelte er das Konzept der eine Staffel und 13 Folgen umfassenden Animationsserie Willkommen bei Kanal Umptee-3, deren Autor und ausführender Produzent er mit Act III Productions war.
Baskin war Mitglied der von dem 1947 geborenen Schauspieler Robert Hanley gegründeten Entertainment Fellowship, die sich ethisch-moralischen Werten in der Filmindustrie verschrieben hatte, und saß in deren Ehrenkomitee. Er war zudem Vorsitzender von Act III Productions.
Letztmals trat er 2001 als ausführender Produzent des Fernsehkurzfilms Teen Line in Erscheinung.

## Auszeichnungen
Baskin war – zusammen mit Roger Shulman – in den Jahren 1975 und 1978 für den renommierten Humanitas-Preis nominiert, der Drehbuchautorinnen und -autoren ehrt, deren Werke sich mit Würde, Ethik und dem menschlichen Dasein befassen, im Speziellen die Menschenwürde, die freie Meinungsäußerung oder die allgemeine Freiheit der Menschen.

## Filmografie (Auswahl)
Drehbuch
- 1971–1973: The David Frost Revue (Fernsehserie)
- 1973–1974: Wo die Liebe hinfällt (Fernsehserie)
- 1974: Es bleibt in der Familie (Fernsehserie)
- 1974–1977: Good Times (Fernsehserie)
- 1977: The Fosters (Fernsehserie)
- 1977: American Raspberry
- 1975–1978: Die Jeffersons (Fernsehserie)
- 1978–1979: Herzbube mit zwei Damen (Fernsehserie)
- 1981: Dear Teacher (Fernsehfilm)
- 1982: High Five (Fernsehfilm)
- 1983: For Members Only (Fernsehfilm)
- 1984–1986: Die Fälle des Harry Fox (Fernsehserie)
- 1987: Die Fälle des Harry Fox: Der Schrecken von London (Fernsehfilm)
- 1989: Nearly Departed (Fernsehserie)
- 1991: Man of the People (Fernsehserie)
- 1994: 704 Hauser (Miniserie)
- 1997–1998: Willkommen bei Kanal Umptee-3 (Fernsehserie)

Produzent
- 1978–1979: Herzbube mit zwei Damen (Fernsehserie)
- 1981: Dear Teacher (Fernsehfilm)
- 1982: High Five (Fernsehfilm)
- 1983: For Members Only (Fernsehfilm)
- 1984–1986: Die Fälle des Harry Fox (Fernsehserie)
- 1989: Nearly Departed (Fernsehserie)
- 1991: Man of the People (Fernsehserie)
- 1994: 704 Hauser (Miniserie)
- 1997–1998: Willkommen bei Kanal Umptee-3 (Fernsehserie)
- 1998: The Thing in Bob’s Garage
- 2000: Way Past Cool
- 2000: Maggie Bloom (Fernsehfilm)
- 2001: Teen Line (Fernsehkurzfilm)